# ليديا روز بيولي
ليديا روز بيولي (بالإنجليزية: Lydia Rose Bewley)‏ هي ممثلة بريطانية، ولدت في 9 أكتوبر 1985 في ليسترشير في المملكة المتحدة.

## وصلات خارجية
- ليديا روز بيولي على موقع IMDb (الإنجليزية)
- ليديا روز بيولي على موقع قاعدة بيانات الفيلم (الإنجليزية)